# Promozione Marche 1984-1985
Nella stagione 1984-1985 la Promozione era sesto livello del calcio italiano (il massimo livello regionale). Qui vi sono le statistiche relative al campionato nelle Marche.
Il campionato è strutturato in vari gironi all'italiana su base regionale, gestiti dai Comitati Regionali di competenza. Promozioni alla categoria superiore e retrocessioni in quella inferiore non erano sempre omogenee; erano quantificate all'inizio del campionato dal Comitato Regionale secondo le direttive stabilite dalla Lega Nazionale Dilettanti, ma flessibili, in relazione al numero delle società retrocesse dal Campionato Interregionale e perciò, a seconda delle varie situazioni regionali, la fine del campionato poteva avere degli spareggi sia di promozione che di retrocessione.

## Girone A

### Classifica finale
|  | Pos. | Squadra                                                 | Pt | G  | V  | N  | P  | GF | GS | DR  |
|  | ---- | ------------------------------------------------------- | -- | -- | -- | -- | -- | -- | -- | --- |
|  | 1.   | A.S.C. Urbino, Urbino                                   | 45 | 30 | 18 | 9  | 3  | 60 | 16 | +44 |
|  | 2.   | S.S. Biagio Nazzaro, Chiaravalle                        | 41 | 30 | 14 | 13 | 3  | 33 | 15 | +18 |
|  | 3.   | Pol. Forsempronese, Fossombrone                         | 40 | 30 | 15 | 10 | 5  | 35 | 19 | +16 |
|  | 4.   | U.S. Castelfrettese, Castelferretti                     | 33 | 30 | 10 | 13 | 7  | 34 | 26 | +8  |
|  | 5.   | S.S. Real Montecchio, Montecchio di S.Angelo in Lizzola | 33 | 30 | 12 | 9  | 9  | 36 | 29 | +7  |
|  | 6.   | S.S. Durantina, Urbania                                 | 32 | 30 | 10 | 12 | 8  | 26 | 23 | +3  |
|  | 7.   | U.S. Calcinelli, Calcinelli di Saltara                  | 31 | 30 | 10 | 11 | 9  | 30 | 29 | +1  |
|  | 8.   | Pol. Cagliese, Cagli                                    | 29 | 30 | 10 | 9  | 11 | 26 | 28 | -2  |
|  | 9.   | U.S. Pergolese, Pergola                                 | 28 | 30 | 7  | 14 | 9  | 28 | 31 | -3  |
|  | 10.  | S.S. Cerreto, Cerreto d'Esi                             | 26 | 30 | 9  | 8  | 13 | 27 | 32 | -5  |
|  | 11.  | U.S. Fermignanese, Fermignano                           | 26 | 30 | 10 | 6  | 14 | 28 | 36 | -8  |
|  | 12.  | Pol. Avis Sassocorvaro, Sassocorvaro                    | 26 | 30 | 8  | 10 | 12 | 30 | 42 | -12 |
|  | 13.  | Pol. Mondolfese Sez. Calcio, Mondolfo                   | 25 | 30 | 8  | 9  | 13 | 32 | 53 | -21 |
|  | 14.  | U.S. Fortitudo Fabriano, Fabriano                       | 23 | 30 | 8  | 7  | 15 | 34 | 44 | -10 |
|  | 15.  | A.S. Polverigiana, Polverigi                            | 23 | 30 | 6  | 11 | 13 | 25 | 36 | -11 |
|  | 16.  | U.S. Cantianese, Cantiano                               | 19 | 30 | 4  | 11 | 15 | 22 | 47 | -25 |

- Urbino ammesso allo spareggio promozione.

## Girone B

### Classifica finale
|  | Pos. | Squadra                                | Pt | G  | V  | N  | P  | GF | GS | DR  |
|  | ---- | -------------------------------------- | -- | -- | -- | -- | -- | -- | -- | --- |
|  | 1.   | A.C. Sangiustese, Monte San Giusto     | 43 | 30 | 15 | 13 | 2  | 37 | 19 | +18 |
|  | 2.   | Pol. E.Niccolai Corridonia, Corridonia | 38 | 30 | 16 | 6  | 8  | 47 | 26 | +21 |
|  | 3.   | U.S. Appignanese, Appignano            | 35 | 30 | 14 | 7  | 9  | 35 | 24 | +11 |
|  | 4.   | A.S. Cingolana, Cingoli                | 35 | 30 | 13 | 9  | 8  | 32 | 29 | +3  |
|  | 5.   | Montegranaro Calcio, Montegranaro      | 34 | 30 | 11 | 12 | 7  | 34 | 24 | +10 |
|  | 6.   | S.S. Settempeda, San Severino Marche   | 30 | 30 | 9  | 12 | 9  | 35 | 31 | +4  |
|  | 7.   | U.S. Cascinare, Sant'Elpidio a Mare    | 30 | 30 | 9  | 12 | 9  | 38 | 40 | -2  |
|  | 8.   | U.S. Recanatese, Recanati              | 29 | 30 | 9  | 11 | 10 | 30 | 31 | -1  |
|  | 9.   | S.S. Potenza Picena, Potenza Picena    | 29 | 30 | 10 | 9  | 11 | 29 | 34 | -5  |
|  | 10.  | U.S. Filottranese, Filottrano          | 28 | 30 | 7  | 14 | 9  | 23 | 25 | -2  |
|  | 11.  | Pol. Grottese, Grottazzolina           | 27 | 30 | 9  | 9  | 12 | 31 | 35 | -4  |
|  | 12.  | U.S. Loreto Calcio, Loreto             | 26 | 30 | 8  | 10 | 12 | 28 | 37 | -9  |
|  | 13.  | A.P. Agugliano, Agugliano              | 26 | 30 | 8  | 10 | 12 | 22 | 36 | -14 |
|  | 14.  | S.S. San Marcello, San Marcello        | 25 | 30 | 9  | 7  | 14 | 19 | 30 | -11 |
|  | 15.  | S.S. Robur, Grottammare                | 23 | 30 | 5  | 13 | 12 | 18 | 25 | -7  |
|  | 16.  | S.S. Sirolo, Sirolo                    | 22 | 30 | 8  | 6  | 16 | 34 | 46 | -12 |

- Sangiustese ammesso allo spareggio promozione

### Spareggio promozione
Urbino-Sangiustese 2-1 (a Falconara)